# Луккези, Жозе Мария
Жозе Мария Луккези (порт.-браз. Jose Maria de Lucchesi) — композитор и дирижер.

## Биография
Родился 29 марта 1897 года, в Бразильском городе Сорокаба, в семье корсиканского происхождения. Играл на аккордеоне, фортепиано, губной гармонике и гитаре.
В 1920-е годы, на волне увлечения танго, переехал во Францию. Создал оркестр «Orchestre sud-américain José M. Lucchesi», с которым записывал танго, вальсы, пасодобли. Пластинки выходили в Германии, Франции и Испании. Любил рыбалку, поэтому иногда пользовался псевдонимом "Leal Pescador " (порт. Верный Рыбак).
В 1930 году написал музыку для фильма Acusée, levez-vous! Мориса Турнёра.
В 1934 году создал танго «Брызги шампанского», которое стало очень популярно в Европе и СССР.
В 1942 году получил французское гражданство.
Жозе Мария Луккези скончался 10 февраля 1989 в Париже.